# Houses of the Holy
Houses of the Holy — п'ятий студійний альбом британського рок-гурту Led Zeppelin, що вийшов під лейблом Atlantic Records 28 березня 1973 року. Назву альбому гурт присвятив фанатам, а саме місцю їх зборів, які вони жартівливо називали «Houses of the Holy». Це був перший альбом, який не було названо за гуртом, принаймні офіційно.

## Огляд
Альбом став стилістичним поворотом в історії гурту. Рифи Пейджа набули багатошаровості, а вплив блюзу став менш помітним. У перших же ж піснях «The Song Remains the Same» (слухатиⓘ) та її своєрідного продовження «The Rain Song» (слухатиⓘ) було чітко помітно, що Роберт Плант значно зменшив містичні та фентезійні уривки у текстах, які часто використовувалися у попередніх альбомах. Houses of the Holy став першим альбомом, у якому гурт використав нові стилі. Так, наприклад, «D'yer Mak'er» базується на реґі. «No Quarter» (слухатиⓘ) являла собою суміш всіх основних стилів музикантів, в ній багато клавішних партій. Ця пісня знов нагадала слухачам про зацікавленість гурту міфологією: у ній згадується Тор, хоча деякі схильні вважати її текстом про нічну діяльність гестапо. «The Crunge» (слухатиⓘ) — це фанк, у якому гурт віддає належне Джеймсу Брауну. Завершує альбом пісня «The Ocean», (слухатиⓘ) яка присвячена «океану» фанатів Led Zeppelin, які «наводнювали» його концерти.

Зовнішня сторона конверту Houses of the Holy.

Обкладинка альбому викликала величезний скандал. Саме через неї альбом заборонили в Іспанії, а також в південних американських штатах, які належали до «біблійського поясу», на декілька років. Вона була оформлена за романом Артура Кларка «Кінець дитинства» (включає декілька оголених дітей, але не повністю і це нагадує людство у загальній формі). Являє собою колаж декількох фотографій Giant’s Causeway (укр. Дорога Гіганта), що знаходиться в північноірландському графстві Антрім. По цим сходам діти повзуть в гору до невидимого ідола на вершині. Моделями виступили всього дві дитини: Стефан Гейтс та його сестра Саманта. Фото зроблено Обрі Пауелом із Hipgnosis (на їхньому рахунку обкладинки всіх альбомів Pink Floyd). За це оформлення гурт вів боротьбу з лейблом майже рік. Проте, це не завадило обкладинці посісти 6 позицію у рейтингу 50 найкращих обкладинок альбомів у 2003 році.

Внутрішня сторона конверту Houses of the Holy.

Пізніше Джиммі згадував, що лише другий варіант дизайну, який розробили у Hipgnosis, було схалено. Перший, зроблений дизайнером Стормом Соргерстоном, зображував електричний зелений тенісний корт, на якому лежала ракетка. Обурившись, що Соргерстон вважає їхню музику такою, що звучить наче «ракетка», гурт звільнив його та запросили Пауела. Проте, Соргерстон працював над обкладинками для альбомів Presence та In Through the Out Door.
Альбом посів 149 місце у Списку 500 найкращих альбомів усіх часів за версією журналу Rolling Stone.
У 2004 році індастріал-гурт Ministry випустив альбом Houses of the Molé, який назвою пародував альбом Led Zeppelin. Фільм «Bill & Ted's Excellent Adventure» вшановує альбом протягом фінальної сцени, коли герої описують своє уявлення про Стародавню Грецію: «470 рік до нашої ери. Це час, коли більшість світу була схожа на обкладинку альбому Houses of the Holy гурту Led Zeppelin».
Саму пісню «Houses of the Holy» до альбому включено не було, так само як і «Walter's Walk», «The Rover» та «Black Country Woman».

## Список композицій

### Перша сторона
1. «The Song Remains the Same» (Джиммі Пейдж, Роберт Плант) — 5:32
(укр. Пісня залишається такою ж)
2. «The Rain Song» (Пейдж, Плант) — 7:39
(укр. Дощова пісня)
3. «Over the Hills and Far Away» (Пейдж, Плант) — 4:50
(укр. Там далеко за горами)
4. «The Crunge» (Пейдж, Плант, Джон Пол Джонс, Джон Бонам) — 3:17
(укр. Кранж*)

### Друга сторона
1. «Dancing Days» (Пейдж, Плант) — 3:43
(укр. Дні танців)
2. «D'yer Mak'er» (Пейдж, Плант, Джонс, Бонам) — 4:23
(укр. Ти її примусив**)
3. «No Quarter» (Пейдж, Плант, Джонс) — 7:00
(укр. Без пощади)
4. «The Ocean» (Пейдж, Плант, Джонс, Бонам) — 4:31
(укр. Океан)

* Під час запису цієї пісні, яка є пародією на фанк Джеймса Брауна, музиканти придумали свій власний танець кранж, який немовбито був останньою модою. Продовжуючи цей жарт, планувалося до обкладинки зробити вкладиш з інструкцією рухів танцю.
** Назва пісні D'yer Mak'er загалом не перекладається. Вона походить від жарту, який розігрує манеру вимови кокні (діалект англійської мови, переважно лондонський), у якій слово «Jamaica» (/dʒˈmeɪ.kə/ —Ямайка) звучить так як і «Did you make her» (/dʒˈmeɪk.ɜː(ɹ)/ — Ти її примусив). D'yer Mak'er вимовою британським «не-ерним» акцентом (англ. non-rhotic accent), в якому писане r вимовляється у виключних випадках —  «jur-may-kur». Сам жарт такий:

| — My wife’s gone to the West Indies. / У мене дружина поїхала у відпустку. (досл. Моя дружина поїхала до Вест Індії.) — Jamaica? / Ямайка? — No, she went of her own accord. / Та ні, сама. (досл. Ні, поїхала за власним бажанням.) |
Написання D'yer Mak'er показує спосіб вимови питання Did you make her?, щоб прозвучало слово Jamaica (Ямайка — батьківщина стилю реґі, в якому виконана пісня) (Див.D'yer Mak'er). 
На самому початку цю пісню у стилі реґі думали назвати просто «Jamaica», але потім вирішили зашифрувати спеціально для американців, оскільки для них цей фонетичний гумор абсолютно незрозумілий.

## Учасники запису

### Led Zeppelin
- Джиммі Пейдж — електрична гітара, акустична гітара, бек-вокал, продюсер;
- Роберт Плант — вокал, губна гармоніка;
- Джон Пол Джонс — орган, мелотрон, бас-гітара, синтезатор, фортепіано, клавесин, бек-вокал;
- Джон Бонам — ударні, бек-вокал;
- Пітер Ґрант — менеджер та продюсер;

### Технічний персонал
- Едді Крамер — інженер, зведення;
- Кіт Харроу — зведення;
- Енді Джонс — інженер, зведення («No Quarter»);
- Боб Людвіг — головний інженер;
- Hipgnosis — конверт та дизайн;
- Обрі Пауел — фотографія на обкладинці.

## Позиції у чартах

### Альбом
| Рік  | Чарт                                        | Позиція |
| ---- | ------------------------------------------- | ------- |
| 1973 | Billboard Популярні альбоми (Billboard 200) | 1       |

### Сингли
| Рік  | Сингл                         | Чарт                                      | Позиція |
| ---- | ----------------------------- | ----------------------------------------- | ------- |
| 1973 | «D'Yer Mak'er»                | Billboard Pop Singles (Billboard Hot 100) | 20      |
| 1973 | «Over The Hills And Far Away» | Billboard Pop Singles (Billboard Hot 100) | 51      |
| 1973 | «Dancing Days»                | Billboard Pop Singles (Billboard Hot 100) | 51      |

## Продажі
| Контролер                                                 | Показник       | Продаж     |
| --------------------------------------------------------- | -------------- | ---------- |
| RIAA [Архівовано 10 лютого 2009 у Wayback Machine.] (США) | 11x Платиновий | 11 000 000 |